# エミー・カーマイケル
エミー・ウィルソン・カーマイケル（Amy Wilson Carmichael、1867年12月16日 - 1951年1月18日）は、主にインドで宣教活動をしたプロテスタントの婦人宣教師。
ドノヴァー・フェローシップの設立、看護婦や教師、伝道者を育成する学校や孤児院の創設などの活動を行い。信仰に関する著書を多数著した。

## 生い立ち
エミー・カーマイケルは、信仰のあつい長老派教会の家庭に生まれた。7人の子供の年長だった。そしてケズィック・コンベンションの創立者の家に養子となった。
小さい頃のエピソードがある。カーマイケルは茶色の目を与えられていたが、青い目に憧れ、神様が青い目を与えてくださるように祈っていた。しかし、インドへ宣教に赴いた時、インド人の目が茶色のため、自分の目が青かったなら、働きがさらに困難であったことを悟った。
カーマイケルの父は18歳の時に天に召された。彼女は宣教師候補とは言い難かった。病弱で神経痛に苦しんでいたのである。しかし、1887年にケズィック・コンベンションで中国奥地宣教団の創立者ハドソン・テイラーが宣教の働きについてメッセージするのを聞いたとき、彼女は宣教師としての召命を確信した。

## インドでの働き
カーマイケルは15か月間、日本に滞在した。その後インドに向かった。彼女は、イングランド国教会のミッションによって宣教師に任じられた。
ヒンドゥー教の寺院は少女たちを神々に捧げ、売春を強制した。ヒンドゥーの僧侶たちは売春によって金銭を得たのである。カーマイケルはヒンドゥーの奴隷から少女たちを助け出し、彼女らと共に働きをした。この集まりはドノヴァー・フェローシップとして知られる。フェローシップは暗い未来が待ち受けていた1000人以上の少女たちの避難所となった。
インドで奉仕している時、若い婦人が手紙で宣教の働きについて尋ねた。エイミーはシンプルに答えた。
| 「 | 宣教の働きは、単純に死ぬことです。 | 」 |

## 年表
- 1867年12月6日 アイルランド北部、ダウン県に7人兄弟の長女として生まれた。父を亡くして、ロバート・ウィルソンの養女になる。養父を通して、ケズィック・コンベンションの影響を受ける。
- 1879年 ウェスレアン寄宿舎で学ぶ。
- 1884年 回心を経験する。
- 1893年-1894年 日本に滞在。島根県松江市のバークレー・バックストンの元で働くが、健康を害して休養をする。
- 1895年 インドに渡り、英国国教会ゼナナ宣教会の宣教師として、55年間働く。
- 1901年 ヒンドゥー教寺院に奴隷として売られる少女たちの救済を始め、ドナヴァー・フェローシップを設立する。
- 1931年 病のために床に伏すようになる。
- 1951年1月18日 インドで召天。（83歳）

## 著書
- 『カルバリの愛を知っていますか』（原題:"If"）（いのちのことば社）ISBN 4264010071
- 『御翼の陰に隠されて』（いのちのことば社）ISBN 4264017238
- 『やみを照らすともしび』（CLC出版） ISBN 4879374024
- 『主の道を行かせてください』（いのちのことば社）ISBN 4264011205
- 『ミモサ（一度だけ耳にしたみことばを頼りに）』（いのちのことば社）ISBN 4264015030

## 伝記
- 『ドノヴァーの碧い空-エミー・カーマイケルの祈りと生涯』いのちのことば社